# Doi Suthep

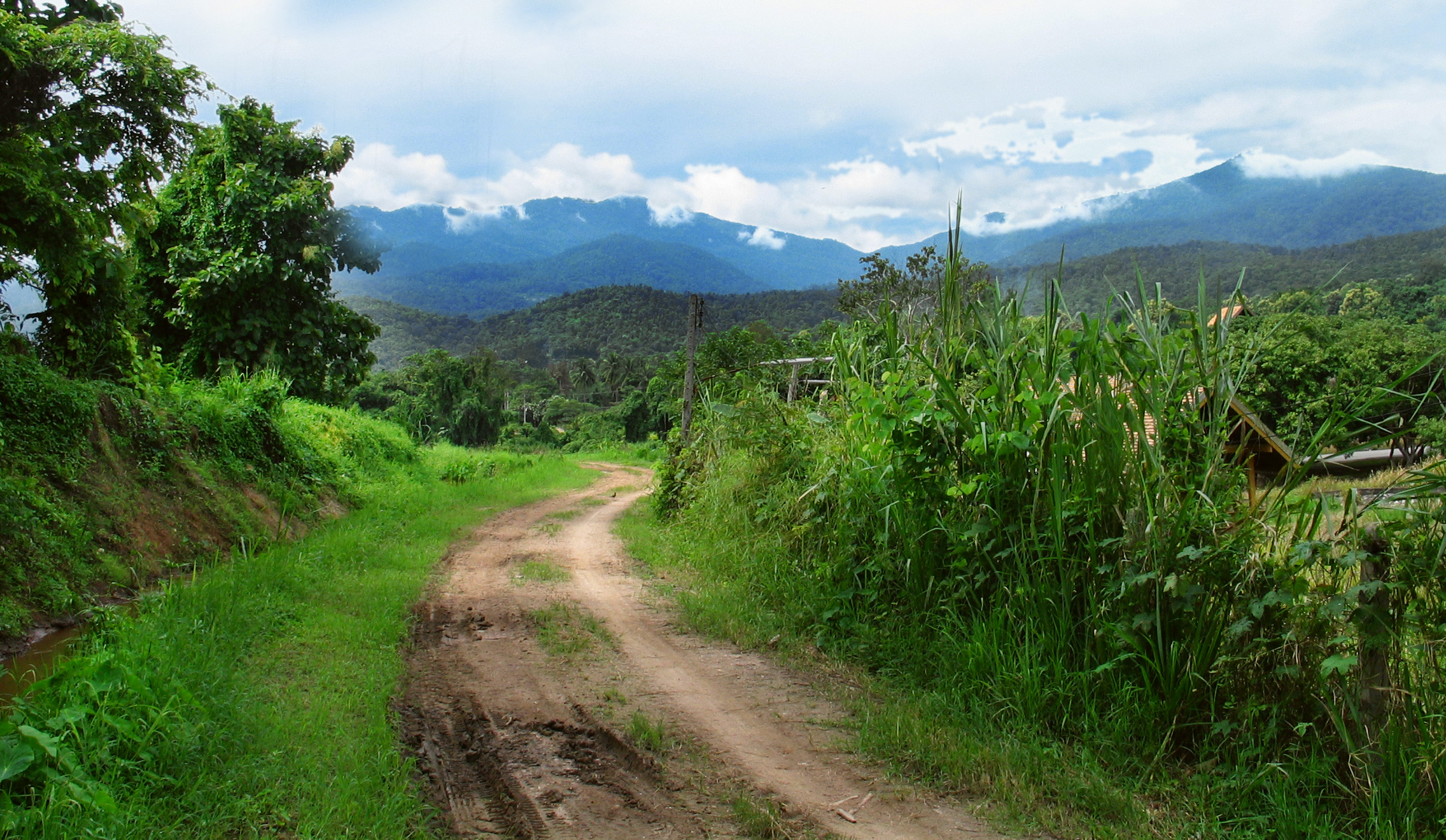
Vườn quốc gia Doi Suthep - Doi Pui

Doi Suthep (ดอยสุเทพ) là một núi ở tỉnh Chiang Mai, Thái Lan.

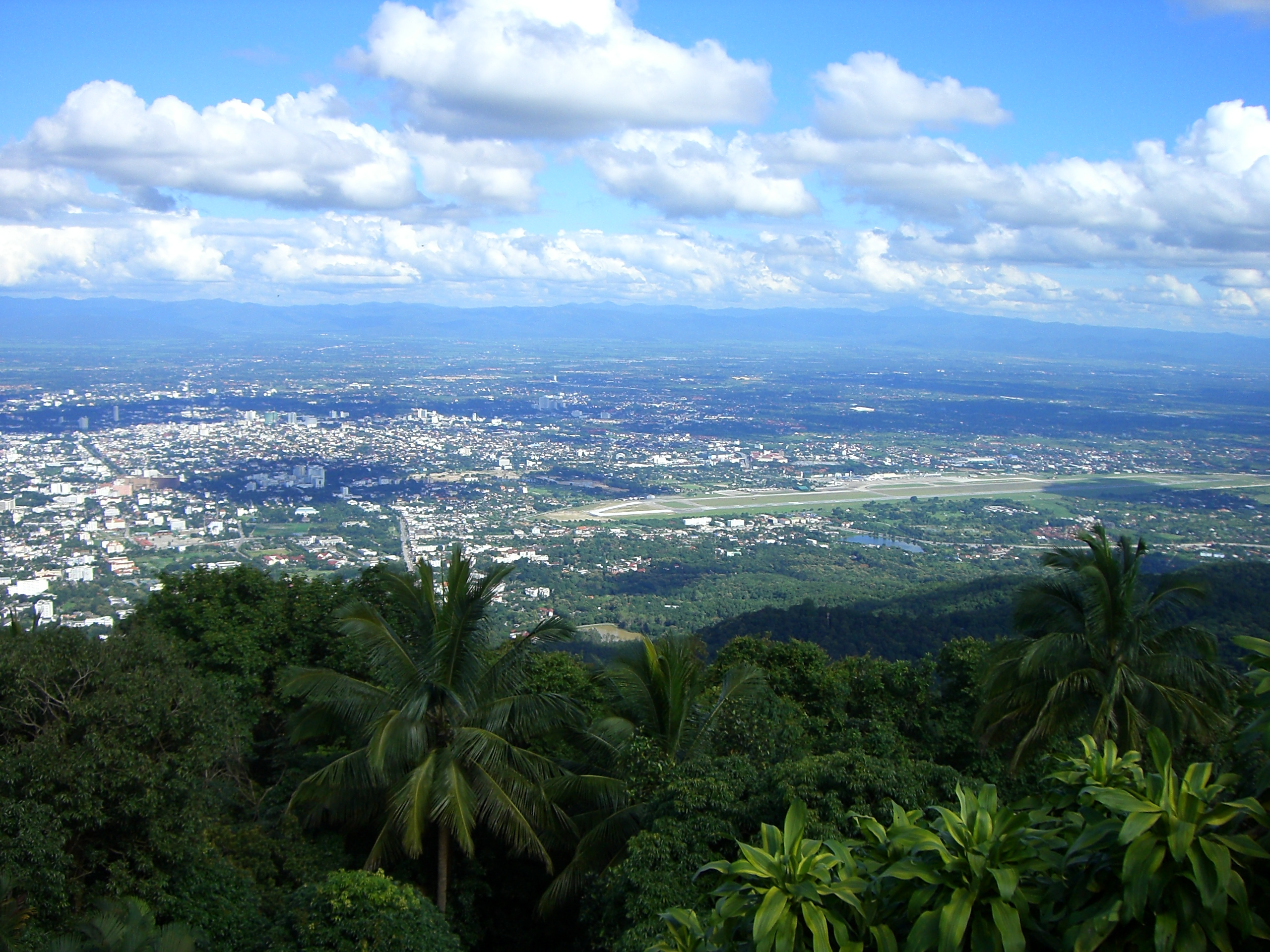
Chiang Mai nhìn từ Doi Suthep

 Doi Suthep (1.676 m) là một trong hai đỉnh của cặp đỉnh núi granite nằm ở phía tây Chiang Mai, đỉnh kia là Doi Pui cao hơn (1.685 m).
Doi Suthep có cự ly 15 km so với trung tâm thành phố Chiang Mai.
Thực vật ở độ cao dưới 1000 mét chủ yếu là rừng cây lá rụng còn ở độ cao hơn là rừng cây thường xanh.
Wat Phrathat Doi Suthep nằm trên đỉnh núi. Chùa này có niên đại từ 1383 khi chedi đầu tiên được xây.